# Dircenna bairdii
Dircenna bairdii är en fjärilsart som beskrevs av Tryon Reakirt 1868. Dircenna bairdii ingår i släktet Dircenna och familjen praktfjärilar. Inga underarter finns listade i Catalogue of Life.